# Pedro Álamos
Pedro Álamos (* 5. November 2002) ist ein chilenischer Leichtathlet, die sich auf den Hochsprung spezialisiert hat.

## Sportliche Laufbahn
Erste internationale Erfahrungen sammelte Pedro Álamos im Jahr 2018, als er bei den U18-Südamerikameisterschaften in Cuenca mit übersprungenen 1,98 m den vierten Platz belegte. Im Jahr darauf gelangte er bei den U20-Südamerikameisterschaften in Cali mit 2,06 m auf den fünften Platz und 2021 wurde er bei den U20-Südamerikameisterschaften in Lima mit 2,01 m Vierter. Anschließend erreichte er bei den erstmals ausgetragenen Panamerikanischen Juniorenspielen in Cali mit 2,13 m Rang vier. Im Jahr darauf belegte er bei den Ibero-Amerikanischen Meisterschaften in La Nucia mit 2,10 m den neunten Platz und anschließend gewann er bei den Juegos Bolivarianos in Valledupar mit einer Höhe von 2,10 m die Bronzemedaille hinter seinem Landsmann Nicolás Numair und Gilmar Devinson aus Kolumbien. Im September sicherte er sich dann bei den U23-Südamerikameisterschaften in Cascavel mit 2,15 m die Silbermedaille hinter dem Brasilianer Elton Petronilho. Kurz darauf gelangte er bei den Südamerikaspielen in Asunción mit 2,05 m auf Rang vier.
2023 belegte er bei den Südamerikameisterschaften in São Paulo mit 2,05 m den fünften Platz und gelangte dann bei den Panamerikanischen Spielen in Santiago de Chile mit 2,15 m auf den zwölften Platz. Im Jahr darauf brachte er bei den U23-Südamerikameisterschaften in Bucaramanga keine Höhe zustande und 2025 belegte er bei den Südamerikameisterschaften in Mar del Plata mit 2,05 m erneut den vierten Platz. 
In den Jahren 2022 und 2023 wurde Álamos chilenischer Meister im Hochsprung.